# Interstate 37
I-37 eller Interstate 37 är en amerikansk väg, Interstate Highway, i Texas. Den är huvudvägen mellan städerna Corpus Christi och San Antonio.